# 브로맨스

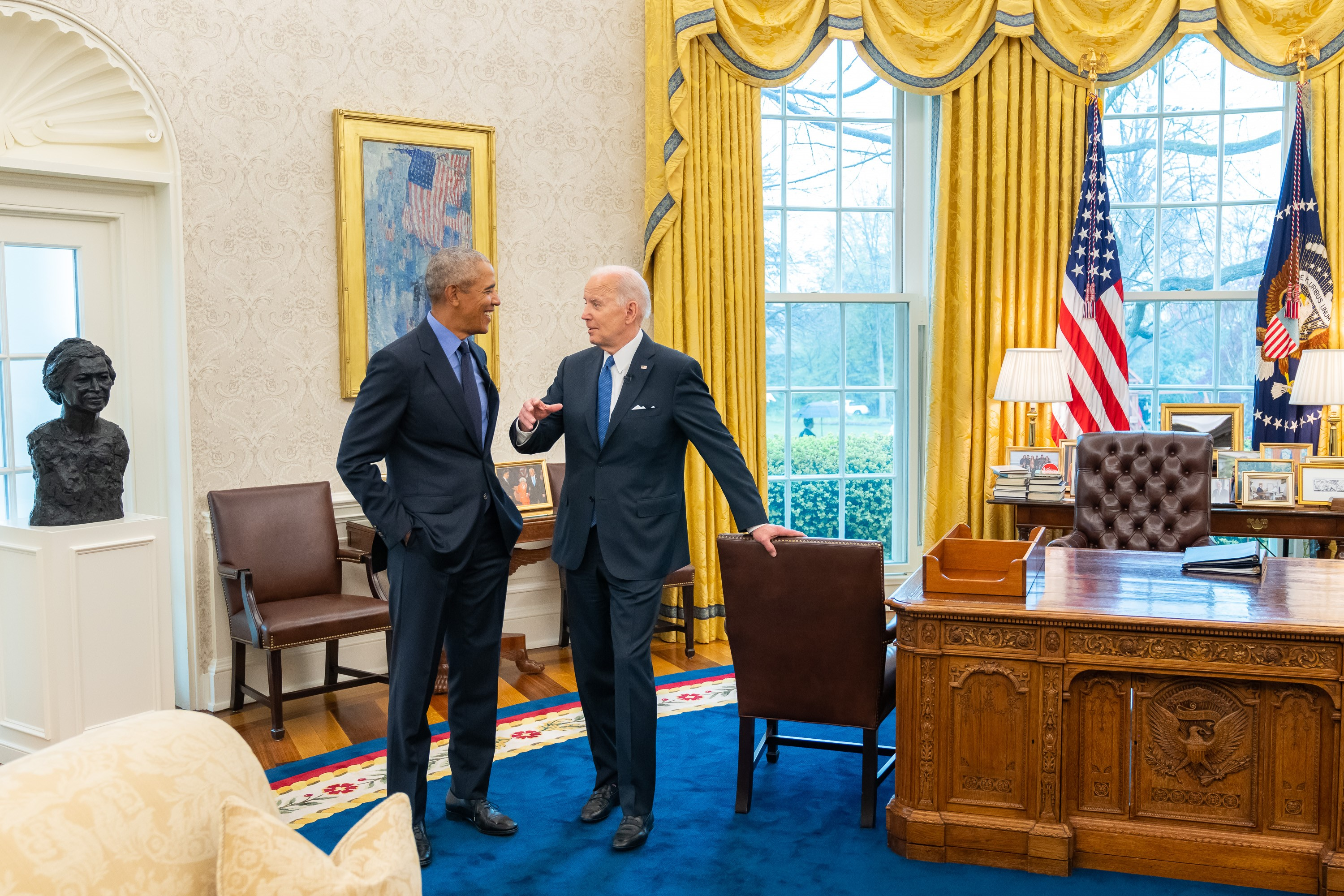
2017년, 당시 버락 오바마 대통령과 조 바이든 부통령(후의 대통령)의 관계는 "브로맨스"로 묘사되었다.

브로맨스(영어: bromance)는 두 명 이상의 남성 사이에서 형성되는 매우 친밀하면서도 성적이지 않은 관계를 말한다. 일반적인 우정을 넘어서는 매우 긴밀하고 애정 어린 동성사회적 남성 유대 관계이며, 특히 높은 수준의 정서적 친밀감으로 인해 일반적인 우정과 구별된다. 21세기 초부터 이 개념이 등장한 것은 이 주제에 대한 사회적 인식과 관심의 변화를 반영하는 것으로 여겨져 왔으며, 21세기 서구 사회가 배타성의 제약을 재고하는 데 있어 점점 더 개방적으로 변화하고 있음을 보여준다. 브로맨스의 여성 버전은 워맨스라고 한다.

## 어원
브로맨스는 '브로(bro)' 또는 '브라더(brother)'와 '로맨스(romance)'의 혼성어다. 1990년대 스케이트보드 잡지 《빅 브라더》의 편집장이었던 데이브 카니가 이 용어를 만든 것으로 알려져 있는데, 많은 시간을 함께 보내는 스케이터들 사이에서 발전하는 특유의 관계를 지칭하기 위해서였다. 이 용어는 2005년경 영화 산업에서 이러한 주제가 더욱 두드러지게 되면서야 널리 사용되기 시작했다.

## 특징
브로맨스는 역사학, 담론분석, 사회 연구, 퀴어 이론 등의 관점에서 단행본 형태로 연구되어 왔다. 지난 10년간 브로맨스가 하나의 주제로 부상한 것은 사회가 이 주제에 대한 인식과 관심을 집단적으로 변화시켜 온 것을 반영한다고 볼 수 있다.
브로맨스의 주요 특징은 다음과 같다.
- 브로맨스는 전통적인 남성 간 사회적 관계를 훨씬 뛰어넘는 동성사회적 관계를 의미한다.[4] 이러한 친밀감의 증가는 단순한 친구 관계를 넘어서서 "동성애적이다/아니다"라는 개념의 경계선상에 있는 것으로 특징지어지는 깊은 유대감으로 발전한다.[4][5]
- 영화와 텔레비전 산업에서 하나의 독특한 개념적 장르이자 주제로 등장한 것은 "비이성애규범적 문화 표현에 대한 폭넓은 수용과 함께, 성적 지향성을 초월하는 동성 간의 친밀감이라는 가능성"을 반영한다.[4]
- 동성결혼의 평등을 위한 투쟁과 그 성취를 포함한 현대의 문화적 상황, 그리고 영화와 텔레비전에서 브로맨스를 묘사하는 구체적인 요소들은 이를 버디 영화나 다른 사회적 구성을 반영하는 역사적 로맨틱 우정과 구별 짓는다.[4][3][5][8][9][10][11]

첸에 따르면, 사회는 남성 간 우정에 대한 전통적 제약을 재검토하고 성별, 성애, 친밀감이라는 구성 개념을 재형성하는 데 집단적 관심을 보여왔다. 브로맨스는 "21세기 미국에서 법과 그 너머에서 작동하는 성별, 성애, 배타성의 제약에 대한 사례 연구를 제공한다. 이러한 제약은 이 유형의 관계에 내재된 특권과 종속성을 나타내며, 다른 유형의 관계에도 시사하는 바가 있다." 이는 20세기 역사학계에서 사용된 용어인 '로맨틱 우정'의 함의와는 구별된다. 로맨틱 우정이라는 용어는 19세기 후반 비성적 파트너 간의 잠재적 신체적 친밀감이 불안의 대상으로 여겨지면서 덜 흔해진 친밀한 동성사회적 관계를 소급적으로 설명하는 데 사용되었다.
한편으로는 이 주제에 대한 사회적 관심이 영화 산업을 이끌어왔고, 이것이 다시 사회 전반에 영향을 미치면서 사람들의 사고방식을 탐구하고 "다른 유형의 관계"에 대한 수용을 다루게 되었다고 본다. 다른 한편으로는 플라토닉한 사랑을 강조하는 것을 동성애적(호모에로틱) 성향의 거부로 보거나, 의도적으로 동성사회적 관계와 동성애적(호모에로틱) 관계를 혼동하는 것으로 보는 시각도 있다.
브로맨스는 또한 더 큰 "담론적 표현성"의 반영으로도 여겨졌다. 1970년대부터 더 개방적인 양육 방식의 영향으로, 우정과 남성성의 경험은 감정적으로 더 개방적이고 표현력이 증가하는 추세를 반영한다. 사회학자 피터 나르디에 따르면, "남성들은 동성애자로 인식되는 것에 대한 두려움이 줄어들었다. 그들이 감정을 표현하는 것이 더 수용 가능해졌다." 남성들은 결혼을 늦게 하거나 아예 하지 않는 경향이 있는데, 이는 남성 간의 유대 관계에 영향을 미친다. 2010년 미국 인구조사에 따르면, 남성의 평균 초혼 연령은 1960년의 23세에서 28세로 증가했으며, 교육 수준이 높은 남성들은 30대가 되어서야 결혼한다.

## 비판
랜들 먼로를 비롯한 일부 사람들은 '브로맨스'라는 용어가 우정을 표현하는 불필요한 용어라고 비판해왔다. 여성들 사이에서는 이러한 관계가 정상적인 것으로 여겨지는데, 두 남성이 친밀한 친구 사이라는 것이 특이한 일인 것처럼 암시한다는 것이다. '친구'(friends), '절친한 친구'(close friends) 또는 '단짝 친구'(best friends)라는 표현이 동일한 의미를 나타내는 정확하고 타당한 방식이 될 수 있다는 것이다. 또한 이 용어는 암묵적으로 동성애 혐오적이라는 비판도 받아왔다.

## 같이 보기
- 우정
- 사랑